# Б-265 «Краснодар»
Б-265 «Краснодар» — російський дизель-електричний підводний човен проєкту 636.3 «Варшавянка», що входить до складу 4-ї окремої бригади підводних човнів Чорноморського флоту ВМФ Росії. Четвертий корабель в серії з 6 одиниць проєкту 636.3 «Варшавянка», названий на честь російського міста Краснодара.

## Історія
Човен був закладений 20 лютого 2014 року на заводі «Адмиралтейські Корабельні» в Санкт-Петербурзі під будівельним номером 01673
За даними на 30 жовтня 2014 року, тривало формування корпусу.
Спущений на воду 25 квітня 2015 року.
10 серпня 2015 року, після виконання заходів з розмагнічування, здійснив перший вихід в море на ходові іспити.

### Вбивство капітана Ржицького
10 липня 2023 у місті Краснодар під час ранкової пробіжки кількома пострілами впритул був вбитий екскомандир підводного човна «Краснодар» Станіслав Ржицький.
За попередньою інформацією він міг бути причетний до ракетного удару по Вінниці в липні 2022, який привів до численних жертв серед мирного населення.
Але пізніше з'явилась інформація що Ржицький звільнився з флоту ще до початку повномасштабного вторгнення 2022.